# ジェイムズ・フィンドレー・シェンク
ジェイムズ・フィンドレー・シェンク（James Findlay Schenck, 1807年6月11日 - 1882年12月21日）は、アメリカ合衆国の海軍提督。米墨戦争と南北戦争に参加した。陸軍軍人・政治家のロバート・カミング・シェンクは弟。

## 生涯
シェンクは1807年6月11日にオハイオ州フランクリンで生まれた。シェンクは1822年に陸軍士官学校に士官候補生として入ったが、卒業前の1824年に自ら辞した。シェンクは1825年3月1日に海軍士官候補生となり、海軍に加わった。シェンクは1835年12月22日に大尉となり、西インド諸島での活動に当たった。
1846年に米墨戦争が起こると、シェンクはロバート・ストックトン准将の補佐官としてサンタバーバラ、サンペドロ、ロサンゼルス、グアイマス、マサトランでの作戦に従事した。そしてカリフォルニアの占領に成功すると、シェンクの手により、カリフォルニアにおいて最初のアメリカ国旗が掲げられた。シェンクはこの功績により、最上級の称賛を受けた。
1855年9月14日、シェンクは中佐となった。シェンクは1858年に戦列艦ニューヨークを指揮を任され、続いて1859年に外輪船サギノーの指揮を任された。シェンクは外輪船サギノーにおいて、およそ2年にわたって中国沿海で活動を行った。1861年6月、外輪船サギノーはベトナムのクイニョン湾入口で機関停止し、そのまま動かなくなった。シェンクは、外輪船サギノーはもはや時代遅れであると判断し、そのまま廃船とすることを決めた。
1862年、シェンクはアメリカに帰国し、フリゲート艦セントローレンスの指揮を任された。シェンクは南北戦争に参加し、南部に対する海上封鎖作戦に加わった。1863年7月2日、シェンクは准将に昇格した。シェンクはフリゲート艦ポウハタンの指揮を任され、北大西洋での活動に当たった。1864年10月7日、シェンクはデイヴィッド・ディクソン・ポーター大将の艦隊で第3分艦隊に加わり、フィッシャー要塞攻略作戦に従事した。戦後、ポーター提督は活動報告書において、シェンクの勇敢さに言及した。シェンクは1868年9月21日に少将に昇格し、1869年6月11日に退役した。
1882年12月21日、シェンクはオハイオ州デイトンで死去した。シェンクの遺体はデイトン市内のウッドランド墓地に埋葬された。

## 家族
父親はオハイオ州フランクリンの入植者ウィリアム・コーテニアス・シェンク、母親はエリザベス・ロジャーズ (Elizabeth Rogers)。シェンクは1829年にドロシア・アン・スミス (Dorothea Ann Smith) と結婚し、以下の子供をもうけた。
1. サラ・スミス・シェンク (Sarah Smith Schenck)
2. ジェイン・フィンドレー・シェンク (Jane Findlay Schenck)
3. カスパー・シェンク (Caspar Schenck)
4. ウッドハル・スミス・シェンク (Woodhull Smith Schenck)